# Crônica de Afonso III

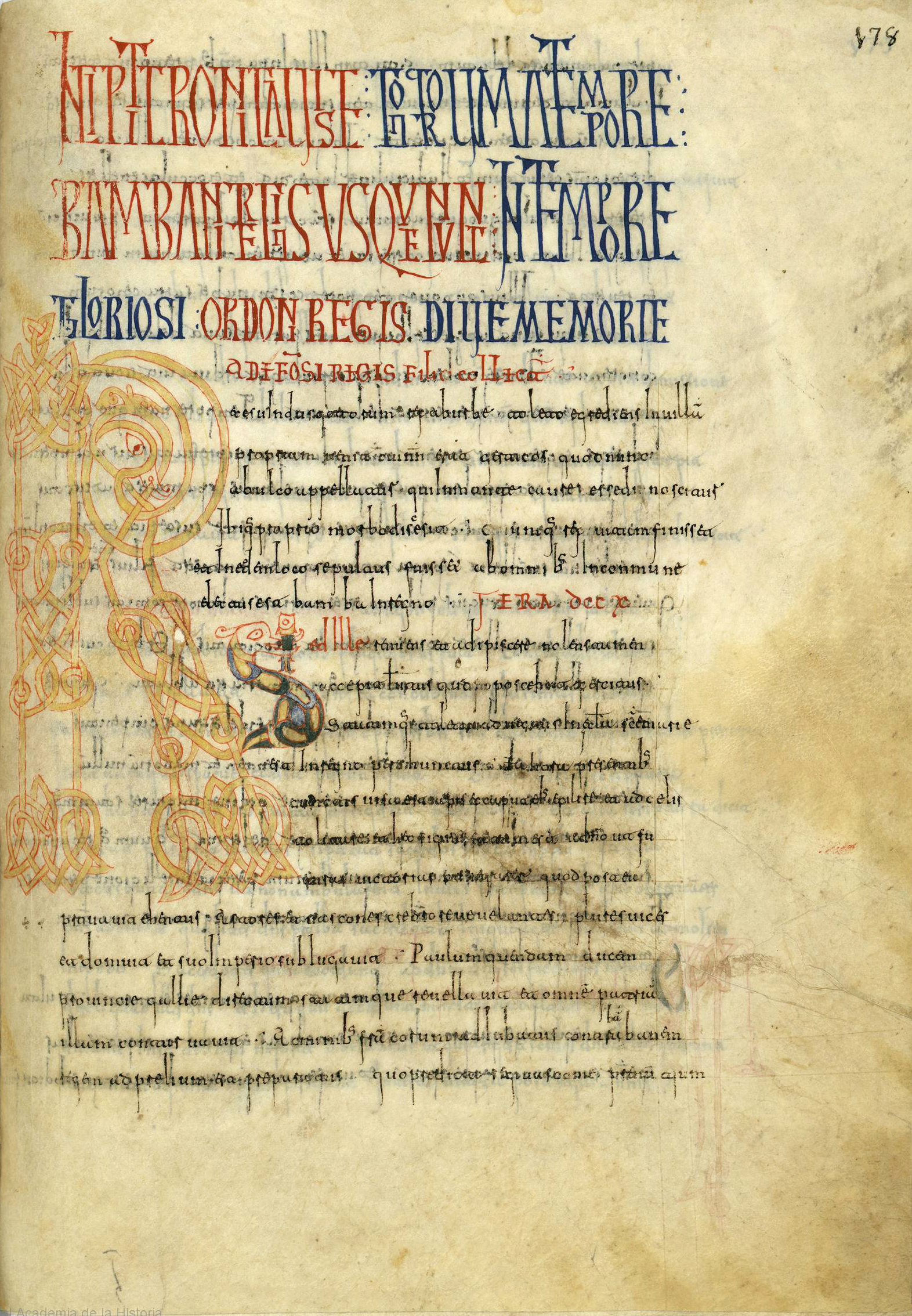
Exemplar da Crônica de Afonso III, c. 990.

A Crônica de Afonso III (Latim: Chronica Adefonsi tertii regis) é uma crônica escrita no início do século X a pedido do rei Afonso III das Astúrias com o intuito de mostrar a continuidade entre a Espanha visigótica e a Espanha medieval. Concebido como uma continuação da crônica de Isidoro de Sevilha dos godos, foi escrito numa forma tardia de latim e esboça a história do período que vai do rei visigodo Vamba ao Rei Ordoño I. A crônica existe em duas versões um pouco diferentes entre si: a Chronica Rotensis e a posetrior Chronica ad Sebastianum, que inclui detalhes adicionais sobre os objetivos ideológicos da crônica.